# Portmore United FC
Portmore United FC is een Jamaicaanse voetbalclub uit Portmore die speelt in de Jamaican National Premier League.

## Erelijst
- Landskampioen

1993, 2003, 2005, 2008
- Beker van Jamaica

2000, 2003, 2005, 2007
- CFU Club Championship

2005, 2019
Arnett Gardens · 
Boys' Town · 
Harbour View · 
Humble Lions · 
Jamalco · 
Maverley Hughenden · 
Montego Bay United · 
Portmore United · 
Reno · 
Tivoli Gardens · 
UWI Pelicans · 
Waterhouse